# Phare de Lazaretto Point

Le phare de Lazaretto Point (en anglais : Lazaretto Point Light) était un phare  situé au port de Baltimore  en baie de Chesapeake, dans le Maryland. Démoli en 1926, une réplique de celui-ci a été construite en 1985 sur le site d'origine.

## Historique
Lazaretto Point, juste en face de Fort McHenry, tire son nom d’un hôpital de quarantaine qui s’occupait autrefois de la variole. Au moment où John Donahoo (en) a commencé la construction d'une tour de brique en 1831 , l'hôpital avait disparu. le nom était destiné à rester dans la tradition navale locale, cependant, comme en 1863, un dépôt fut établi autour de la tour pour la construction et le réapprovisionnement des phares dans toute la baie. De nombreux phares à pieux vissés ont été préfabriqués au dépôt en vue de leur érection sur leurs sites définitifs.
Des sites industriels se sont développés autour de lui, ce qui a entraîné des années de plaintes pour la visibilité de la lumière. Une lentille de Fresnel de quatrième ordre installée en 1852 apporta certaines améliorations, tout comme le passage de l'aspect rouge à blanc en 1870. En 1914, la lumière fut électrifiée et la lentille de quatrième ordre remplacée par une commande de 3½. Malgré cela, la lumière devint de plus en plus obscure et l'ancienne tour fut démolie en 1926, remplacée par une tour à ossature d'acier plus haute. Cette tour a survécu jusqu'en 1954. À ce moment-là, le dépôt avait perdu de son importance et il a été entièrement fermé en 1958 pour être remplacé par un poste d'amarrage du terminal maritime de Rukert.

### Réplique
Une réplique  de la tour originale a été construite en 1985 par la Rukert Terminal Corporation en l'honneur de Norman Rukert, père, qui avait eu l'idée de construire une telle réplique avant sa mort. La nouvelle tour a été construite à partir des plans de l'original trouvé aux Archives nationales. Bien qu’il arbore une petite lumière blanche, ce n’est pas une aide active à la navigation.
Identifiant : ARLHS : USA-431  .

### Lien connexe
- Liste des phares du Maryland